# Gordon D. Goldstein
Gordon David Goldstein (* 7. April 1917 in Rochester, New York; † 14. Mai 1989 in Washington, D.C.) war ein US-amerikanischer Informatiker.

## Leben
Goldstein studierte Elektrotechnik am Clarkson College of Technology mit dem Bachelor-Abschluss. Ab 1941 war er ziviler Inspektor für Radiokommunikations- und Navigationsgeräte beim US Signal Corps. Danach war er Entwicklungsingenieur beim Washington Institute of Technology und 1950 wurde er leitender Ingenieur für Computer beim Census Bureau in Philadelphia. 1951 ging er zur US Navy, wo er als Elektroniker im Naval Ordnance Laboratory, im Taylor Model Basin´s Applied Mathematical Laboratory und schließlich beim Office of Naval Research (ONR) tätig war, wo er an der Einrichtung von frühen Computern wie UNIVAC I beteiligt war. Er blieb am ONR bis zu seinem Ruhestand 1980. Zuletzt lebte er in Silver Spring, Maryland.
1989 erhielt er den Computer Pioneer Award.